# Giuditta (Lotto)
(Francesca Cortesi Bosco)
La tarsia Giuditta fa parte delle tarsie del coro della basilica di santa Maria Maggiore. È collocata sullo stallo posto sulla parte destra dell'accesso al presbiterio e visibile dai fedeli perché, con altre tre, rivolta verso la navata centrale. La tarsia è composta dalla parte raffigurativa del racconto biblico di Giuditta e Oloferne e da un coperto che deve proteggerla dall'usura del tempo e che veniva rimosso durante le funzioni religiose più importanti. Per la sua intensa rappresentazione è una delle più conosciute tra quelle disegnate da Lorenzo Lotto ed eseguite dal Capoferri.

## Storia
Il 12 marzo 1524 fu affidata a Lorenzo Lotto la realizzazione dei disegni per le tarsie del coro della basilica mariana, dalla congregazione della Misericordia Maggiore, che la amministrava, e che aveva deciso di completare il presbiterio con la formazione del coro, anche se la realizzazione ebbe un percorso piuttosto complesso.
Il progetto architettonico fu affidato a Bernardo Zenale e l'intarsio al giovane Giovan Francesco Capoferri che aveva lavorato alle tarsie del coro della chiesa di santo Stefano realizzate con Fra Damiano Zambelli. Il Capoferri fu coadiuvato dal falegname Giovanni Belli di Ponteranica. 
Le tarsie erano correlate da un coperto che doveva proteggerle, ma che con i disegni del Lotto divennero un elaborato e profondo messaggio da comprendere. Le tarsie, furono realizzate con la tecnica mista, che richiedeva l'uso di tasselli di legni differenti. Venivano successivamente dipinte e profilate per esaltarne il colore. La tarsia fu profilata da Ludovico da Mantova.

Il disegno del Lotto venne eseguito tra il 1527 e il 1528, e la realizzazione nel 1531, anno in cui venne deciso l'ampliamento del coro con l'aggiunta di ulteriori banchi su progetto di Marcantonio, figlio del più famoso Pietro Isabello.

## Descrizione

### Tarsia
L'intarsio, tratto dal Libro di Giuditta, racconta la notte in cui Giuditta uccide decapitando Oloferne. La donna era vedova da tre anni e quattro mesi che abitava in una tenda costruita sul terrazzo della sua casa e che vestiva gli abiti della vedovanza e viveva in castità; 
 il marito Manasse era morto per una insolazione mentre lavorava nei campi. La città di Betulia era assediata dall'esercito assiro di Nabucodonosor comandato da Oloferne, città che gli israeliti ritenevano inespugnabile grazie alla sua posizione tra i monti. La giovane Giuditta riuscì a infiltratasi nell'accampamento nemico dichiarandosi traditrice del suo popolo. Per questo venne accolta nella tenda dal comandante assiro Oloferne senza timore. Quando i fumi dell'alcool lo ebbero addormentato, la donna gli recise il capo consegnandolo alla sua ancella. La tarsia è molto scenica e dettagliata.

Sulla parte sinistra del pannello si vede la città torrita racchiusa entro le mura, la grande chiesa centrale indica la sua connotazione cristiana. Il cielo dalle striature dorate, il solo delle tarsie lottesche, è la rappresentazione esegetica della chiesa combattuta dai persecutori. Centrale la scena di Giuditta che regge nella sinistra la testa decapitata del comandante assiro di cui si vedono i piedi all'interno del tendone, e nella destra la spada insanguinata. Raffinata la raffigurazione di Giuditta dall'espressione serena che indossa abiti Cinquecenteschi, l'ampia gonna è raccolta sui fianchi, e sulla testa è ornata dalla mitra indice di fortezza e di castità.
 Il Capoferri riuscì con grande abilità attraverso l'uso degli anelli stagionali del legno di acero a dare risalto al tessuto in seta del vestito.
A destra la scena è completamente differente, una iconografia unica che raffigura la cruda fisicità dell'umano. Mentre l'esercito giace addormentato, tre soldati, rivolti verso la città, in segno di disprezzo verso la chiesa, urinano e defecano. La volgarità dell'atto non era mai stata raffigurata in altre opere d'arte, voleva alludere all'occupazione romana da parte dei lanzichenecchi avvenuta il medesimo anno, con i conseguenti atti sacrileghi nelle chiese romane.
Sopra il padiglione assiro vi è uno spicchio di luna che rischiara e illumina, ma che lascia tante striature d'ombra; è la mezzaluna turca, simbolo dei miscredenti, mentre Giuditta è simbolo della chiesa militante messa a difesa dei tiranni. Per raggiungere questo effetto, Capoferri usò uno stucco fosforescente che assorbe la luce artificiale creando un differente gioco luminoso.

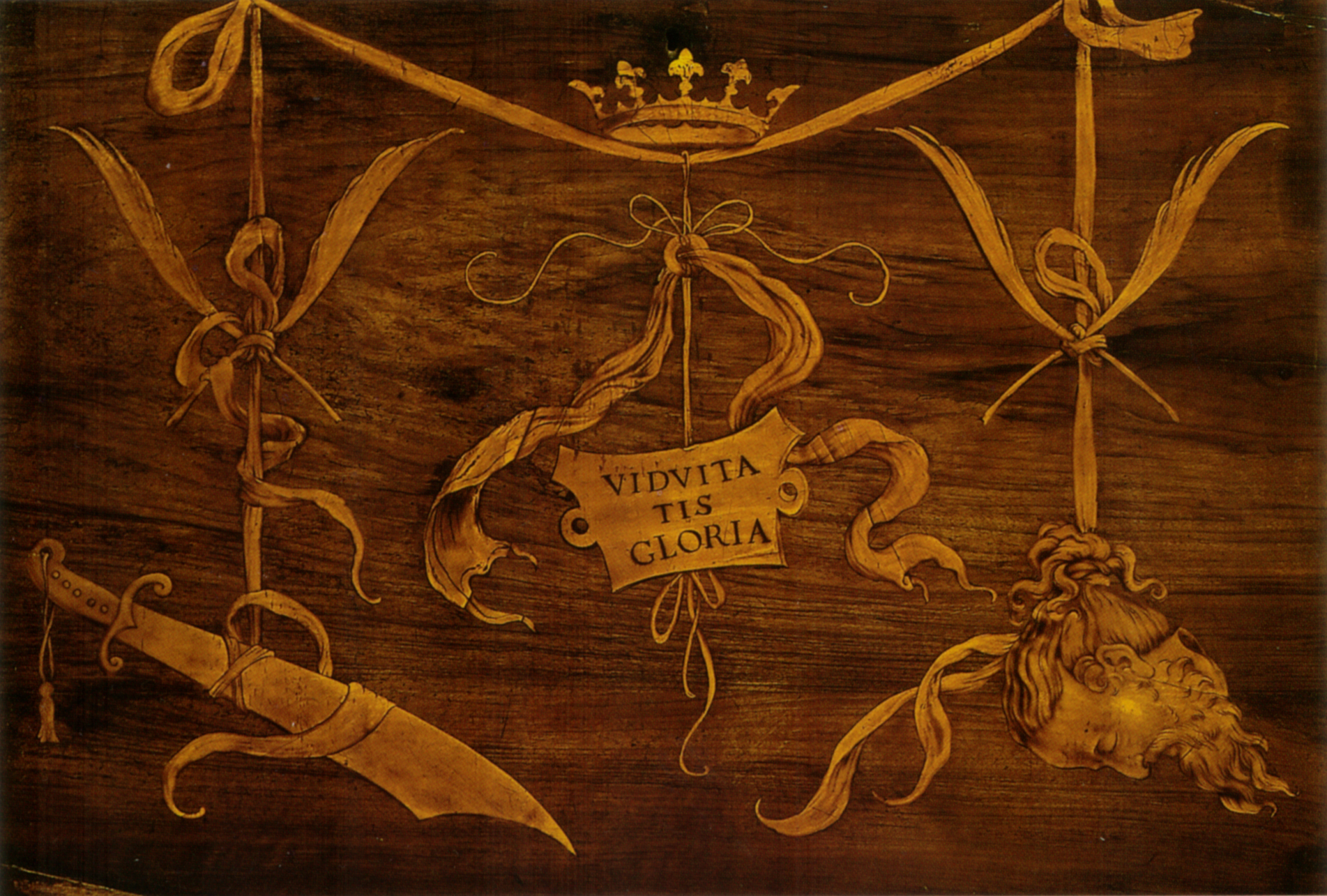
Coperto della tarsia Giuditta

Sul lato sinistro la tarsia raffigura l'esercito di Betulia che, alla luce dell'aurora si prapara ad assalire la loro città e a scacciare gli assiri. La testa di Oloferne è issata sopra una picca, mentre le trombe suonano l'attacco. La scena è sicuramente molto differente dal resto della tarsia. Questa parte fu modificata per volere dei reggenti la congregazione, provocando un poco di stupore al Capoferri che si troverà ad avere una controversia con la congregazione come indicato nella lettera del 10 febbraio 1528: 

Dopo aver eseguito le modifiche sia della invenzione che dell'impresa, Lorenzo Lotto inviò una lettera al notaio Pellegrino: 
(Lorenzo Lotto 14 febbraio 1528)
Secondo l'antico pensiero, la testa era la fonte della vita, e la scelto di Lorenzo Lotto e dei membri della congregazione è stata di avvicinare due tarsie avente come soggetto proprio la decapitazione, accanto vi è infatti Davide e Golia.

### Coperto
Il coperto o “picture a claro et obsuro” o impresa, che aveva l'uso di protezione della tarsia, ma che il Lotto aveva trasformato in un messaggio di riflessione alchemica, ha una raffigurazione trionfale, il bene rappresentato da Giuditta, è raffigurato attraverso la mitra svolazzante posta centralmente del pannello con appeso un cartiglio riportante la scritta Vedutatis Gloria. La grande corona a indicare il bene vittorioso sul male. 

Lateralmente, appese a nastri, la testa di Oloferne simbolo della tentazione del demonio e a sinistra la spada dell'affermazione del bene. I due rami di palma alludono alla vittoria segno della volontà divina. Nella raffigurazione alchemica Lorenzo Lotto presenta Giuditta come nell'Opera Prima il nero, come dice il libro di Giuditta:
(Giuditta 9,1)

Giuditta prega e dopo la preghiera getta l'abito di vedova in sacco, si lava e si unge di profumo. Sul capo pone la mitra, e trascorso il quarto giorno dei festeggiamenti di Oloferne, mentre questi si corica e si assopisce grazie ai fumi del vino, Giuditta, entra nella sua tenda e avvicinatasi al letto e presa la sua scimitarra disse: 
(Giusitta 13, 6.10)
Nella tarsia Giuditta porta legata al capo una fascia, la medesima presente nel coperto. Attraverso un anello passa la mitra, ed è segno di fedeltà a Dio, il quale permette a Giuditta di avere la luce e la forza necessaria. 
Lotto firma la sua opera formando con la cordicella che regge la spada il numero otto. Elemento inserito in altre tarsia.